# بوم صياح
البوم الصيّاح (الاسم العلمي: Megascops) هو طائر جارح ليلي هي من فصيلة البوم الحقيقي.
يعتبر من أكثر الحيوانات مهارة في التخفي، حيث يمتزج لونه البني والرمادي والأبيض مع لحاء الأشجار، حيث يختفي البوم  في تجاويف الأشجار، كما أن الريش الموجود على قمة رأسه يجعله أكثر صعوبة في الرؤية.